# Novelbright
Novelbright (ノーベルブライト) ist eine japanische Rockband, die im Jahr 2013 in Osaka als Coverband gegründet wurde.
Die Gruppe steht bei Universal Music Japan unter Vertrag und veröffentlichte bisher drei Studioalben, zwei EPs und mehrere Singles. Diverse Stücke der Band sind in Vor- bzw. Abspannsequenzen von Fernseh- und Anime-Produktionen zu hören.
Im Jahr 2020 wurde Novelbright als bester Newcomer bei den Japan Record Awards ausgezeichnet.

## Geschichte
Novelbright wurde im Jahr 2013 als One-Ok-Rock-Coverband in Osaka gegründet. Nach mehreren Wechseln innerhalb der Besetzung besteht die Gruppe aus Sänger Yudai Takenaka, den beiden Gitarristen Kaito Yamada und Sôjirô Oki, dem Bassisten Keigo und dem Schlagzeuger Negi.
In den Jahren 2014 und 2017 veröffentlichte die Band mit Bright1 und Chandelier zwei Alben im Eigenverlag, welche ausschließlich auf Konzerten der Gruppe verkauft wurde. Im Jahr 2018 unterschrieben Novelbright einen Vertrag mit dem Label Emperor Mode. Über diesem Label erschienen mit Skywalk und EN. zwei EPs, sowie mit Wonderland das Debütalbum, welche allesamt eine Notierung in den heimischen Musikcharts von Oricon erreichen konnten. Nach einem Wechsel zu Universal Music Japan veröffentlichte die Band in den Jahren 2021 und 2022 die beiden Alben Opening Declaration und Assort. Für April 2024 ist die Herausgabe des Albums Circus geplant.
Die Singleveröffentlichungen Seeker/One Room und The Warrior erreichten eine Notierung in den heimischen Singlecharts. Die Lieder Tsukimisō, Walking with You, Yume Hanabi und Ai Toka Koi Toka wurden von der Recording Industry Association of Japan für digitale Musikverkäufe und Musikstreamings mit Gold bzw. (mehrfach-)Platin ausgezeichnet.
Im Jahr 2020 erhielt Novelbright eine Auszeichnung als bester Newcomer bei den Japan Record Awards.

## Verwendung in Medien
Mehrere Lieder der Gruppe fand Verwendung in unterschiedlichen Medien. So sind einige Lieder in Vor- bzw. Abspannsequenzen von Realfilm- aber auch von Anime-Produktionen zu hören. Auch in Werbespots wurden einzelne Lieder der Band genutzt, wie etwa für Bier der Asahi-Brauerei oder für Coca-Cola Zero.
Stücke, die in diesen Medien genutzt wurden, sind unter anderem:
- Ran’nāzuhai für die Asahi-Brauerei[6]
- Walking with You und Mata Ashita als Titelmusik für das Fernsehdrama Koisuru ♥ Shūmatsu Hōmusutei von Abema TV[7]
- Sunny Drop für Coca-Cola Zero[8]
- Pandora für das Deospray Axe[9]
- The Warrior im Vorspann der Animeserie Salaryman’s Club[10]
- Pride im Abspann der Animeserie Yowamushi Pedal: Limit Break (Cour 1)[11]
- Last Scene im Vorspann der Animeserie Yowamushi Pedal: Limit Break (Cour 2)[12]
- Yuki no Oto im Vorspann der Animeserie A Sign of Affection[13]
- Cantabile im Vorspann der Animeserie Blue Orchestra[14]

## Diskografie

### Studioalben
| Jahr              | Titel Musiklabel                          | Höchstplatzierung, Gesamtwochen, AuszeichnungChartsChartplatzierungen (Jahr, Titel, Musiklabel, Platzierungen, Wochen, Auszeichnungen, Anmerkungen) | Anmerkungen                                                               |
| Jahr              | Titel Musiklabel                          | JP | Anmerkungen                                                               |
| ----------------- | ----------------------------------------- | --- | ------------------------------------------------------------------------- |
| Independent-Alben |                                           | |                                                                           |
|                   |                                           | |                                                                           |
| 2014              | Bright1 Selbstverlag                      | — | Erstveröffentlichung: 19. Dezember 2014 Limitierter Verkauf bei Konzerten |
| 2017              | Chandelier Selbstverlag                   | — | Erstveröffentlichung: 27. Januar 2017 Limitierter Verkauf bei Konzerten   |
| 2019              | AcoBright1 Selbstverlag                   | — | Erstveröffentlichung: 5. Juli 2019                                        |
| Major-Alben       |                                           | |                                                                           |
|                   |                                           | |                                                                           |
| 2020              | Wonderland Emperor Mode                   | JP8 (14 Wo.)JP | Erstveröffentlichung: 27. Mai 2020                                        |
| 2021              | Opening Declaration Universal Music Japan | JP6 (24 Wo.)JP | Erstveröffentlichung: 24. April 2021                                      |
| 2022              | Assort Universal Music Japan              | JP9 (11 Wo.)JP | Erstveröffentlichung: 18. Mai 2022                                        |
| 2024              | Circus Universal Music Japan              | JP4 (11 Wo.)JP | Erstveröffentlichung: 3. April 2024                                       |

### EPs
| Jahr | Titel Musiklabel     | Höchstplatzierung, Gesamtwochen, AuszeichnungChartsChartplatzierungen (Jahr, Titel, Musiklabel, Platzierungen, Wochen, Auszeichnungen, Anmerkungen) | Anmerkungen                             |
| Jahr | Titel Musiklabel     | JP | Anmerkungen                             |
| ---- | -------------------- | --- | --------------------------------------- |
| 2018 | Skywalk Emperor Mode | JP100 (13 Wo.)JP | Erstveröffentlichung: 3. Oktober 2018   |
| 2019 | EN. Emperor Mode     | JP78 (14 Wo.)JP | Erstveröffentlichung: 4. September 2019 |

### Singles
| Jahr | Titel Album                   | Höchstplatzierung, Gesamtwochen, AuszeichnungChartsChartplatzierungen (Jahr, Titel, Album, Platzierungen, Wochen, Auszeichnungen, Anmerkungen) | Anmerkungen                             |
| Jahr | Titel Album                   | JP | Anmerkungen                             |
| --- | ----------------------------- | --- | --------------------------------------- |
| 2021 | Seeker/One Room Assort        | JP21 (15 Wo.)JP | Erstveröffentlichung: 24. November 2021 |
| 2022 | The Warrior Assort            | JP18 (3 Wo.)JP | Erstveröffentlichung: 23. Februar 2022  |
| Folgende Lieder erschienen als Digital-Only-Singles und sind deswegen nicht chartberechtigt. Dennoch erhielten sie Schallplattenauszeichnungen für Musikverkäufe. |                               | |                                         |
| |                               | |                                         |
| 2018 | Walking with You Skywalk      | JP— ×3Dreifachplatin (Streaming)JP | Erstveröffentlichung: 3. Oktober 2018   |
| 2020 | Yume Hanabi Wonderland        | JP— Gold (Streaming)JP | Erstveröffentlichung: 10. Mai 2020      |
| 2020 | Tsukimisō Opening Declaration | JP— ×3Gold (Digital) + Dreifachplatin (Streaming)JP                                                                                            | Erstveröffentlichung: 11. Dezember 2020 |
| 2022 | Ai Toka Koi Toka Assort       | JP— ×3Dreifachplatin (Streaming)JP | Erstveröffentlichung: 15. April 2022    |

Weitere Singles
- 2021: Sunny drop (JP: Gold (Streaming))